# Aniconismo
Aniconismo é a ausência de representações materiais do mundo natural e sobrenatural em várias culturas, particularmente nas religiões abraâmicas monoteístas. Ela pode se estender de somente a Deus, divindades e personagens santos, a todos os seres vivos e tudo o que existe. O fenômeno é geralmente codificado pelas tradições religiosas e, como tal, torna-se um tabu. Quando imposto pela destruição física das imagens, o aniconismo se torna iconoclasmo. A palavra em si deriva do grego εικων 'imagem'. 